# Apollo 6
Apollo 6 (AS-502) war der letzte unbemannte Testflug einer Saturn-Rakete im Rahmen des Apollo-Programms. Zum zweiten Mal wurde die dreistufige Saturn V eingesetzt, die als Nutzlast nun sowohl das Apollo-Raumschiff als auch eine nicht funktionsfähige Mondlandefähre mit sich führte – die gleiche Konfiguration, wie sie auch für den Flug zum Mond vorgesehen war.

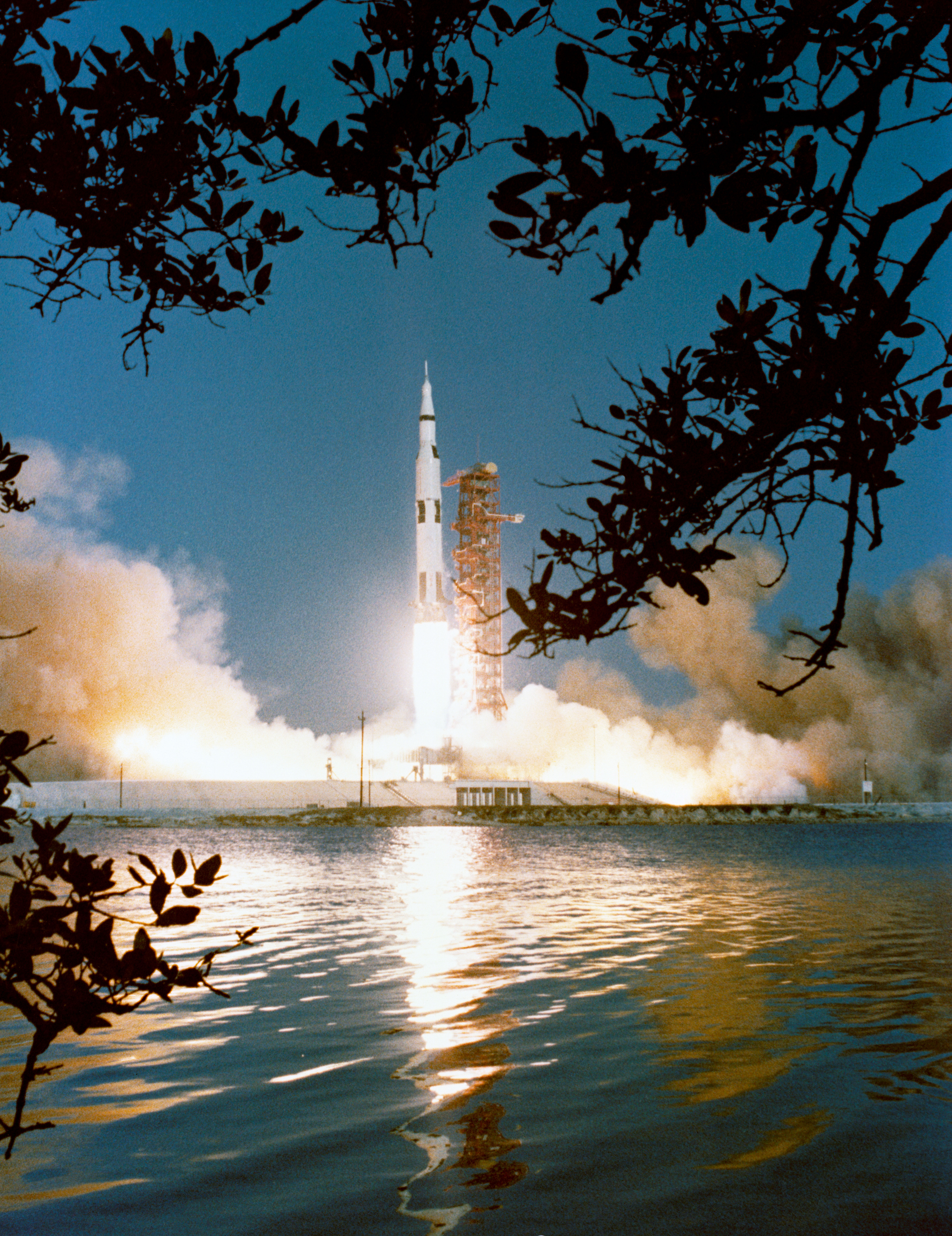
Start von Apollo 6

Der Start erfolgte am 4. April 1968 um 12:00 Uhr UTC vom Kennedy Space Center in Florida. Er verlief jedoch nicht reibungslos. Heftige Vibrationen belasteten die Konstruktion, während die erste Stufe brannte. Bei einem bemannten Flug hätte dies zum Abbruch geführt. Nach der Trennung von der ersten Stufe traten dann weitaus größere Probleme bei der zweiten Stufe auf, verursacht durch die Vibrationen zu Beginn des Starts. Zwei der fünf Triebwerke schalteten zu früh ab, worauf die Brenndauer der restlichen Triebwerke um 58 Sekunden verlängert werden musste. Durch die Vibrationen waren einige Versorgungsleitungen gerissen, die Ursache für den ersten Ausfall. Das zweite Triebwerk wurde vom Steuerungssystem fälschlicherweise deaktiviert, weil die Steuerungsleitungen zwischen den beiden Triebwerken vertauscht waren. Auch die dritte Stufe musste deshalb länger brennen. Anstatt in einer kreisförmigen Umlaufbahn von 160 km Höhe über der Erdoberfläche war Apollo 6 nun in einem elliptischen Orbit mit 167 km Perigäum und 367 km Apogäum.
Nach zwei Erdumkreisungen sollte die dritte Stufe ein zweites Mal gezündet werden, um den Einschuss in eine Bahn zum Mond zu simulieren, was aber nicht gelang. Geplant war eine Simulation eines Abbruchs während des Transfers zum Mond. Damit sollte auch eine Geschwindigkeit beim Wiedereintritt erreicht werden, die einer Rückkehr vom Mond entspricht. Hier musste das Haupttriebwerk des Apollo-Raumschiffs kompensieren, um die geplante Höhe von 22.000 km zu erreichen. Durch die längere Brenndauer des Triebwerks des Service-Modules musste der Test des Hitzeschildes dann teilweise ausfallen. Die Kapsel konnte wegen Treibstoffmangels nicht auf die erforderliche Geschwindigkeit gebracht werden.
Die Kapsel wasserte am selben Tag um 22:23 Uhr UTC in etwa 80 km Entfernung zum Bergungsschiff Okinawa im Pazifik und wurde schließlich von ihr geborgen.